# West Side Family
West Side Family, eller WSF, var en albansk musikgrupp som framförde  rap-, hiphop- och hip hopfolkmusik. 
Gruppen bestod av Florian Kondi, mer känd som Dr. Flori, Landi och Miri. Gruppen bildades runt år 1996/1997 då man släppte låten "Tik tak". Gruppen är även känd för sina låtar om tidigare borgmästaren Edi Rama, i Albaniens socialistpartis kampanjer, samt singlarna "Tirona" och "Çohu". År 2003 deltog gruppen i Kënga Magjike med låten "Hou cike", med vilken de fick motta publikens pris. År 2006 ställde dem upp igen, denna gång med låten "Krahët e tua do jem". De lyckades i finalen få 218 poäng vilket räckte till en tredjeplats, bakom Armend Rexhepagiqi och Ledina Çelo. 
År 2008 ställde gruppen upp i Festivali i Këngës 47, Albaniens uttagning till Eurovision Song Contest 2009. De tävlade med låten "Jehonë" och fick i finalen 118 poäng. Vann gjorde Kejsi Tola med 126 poäng och tvåa blev Juliana Pasha och Luiz Ejlli på 119 poäng. Gruppen splittrades aldrig men dess medlemmar, i huvudsak Dr. Flori, inledde solokarriärer och gruppen lades på is. I november 2014 avled Flori i sitt hem i Tirana.